# Carpo de Beroia
Carpo de Beroea é um dos Setenta Discípulos. Ele é citado no Novo Testamento em 2 Timóteo, onde Paulo de Tarso pede a que lhe tragam «...a capa que deixei em Trôade na casa de Carpo, e os livros, principalmente os pergaminhos.» (2 Timóteo 4:13). Carpo foi consagrado bispo de Beroia (atual Véria), na Macedônia.

## Fonte
Assim como diversos outros santos, Carpo teve sua vida contada no livro Prólogo de Ácrida, de São Nikolai Velimirovic.